# Teodosio de Tarnovo
Teodosio de Tarnovo (en búlgaro: Теодосий Търновски, Teodosiy Tarnovski) (c. 1300 - 1363) fue un clérigo y ermitaño búlgaro de alto rango del siglo XIV y la persona a quien se le acredita el establecimiento del hesicasmo en el Segundo Imperio búlgaro. Un discípulo de Gregorio del Sinaí, Teodosio fundó el monasterio y la escuela de Kilifarevo cerca de la entonces capital búlgara Tarnovo y tuvo un papel importante en la condena de las diferentes herejías durante el reinado del zar de Bulgaria, Iván Alejandro.
Teodosio murió en 1363 en el monasterio de San Mamant en Constantinopla. Teodosio se dirigía a la capital bizantina en una visita a su compañero, el patriarca Calixto I, que consecuentemente escribió un largo pasional sobre Teodosio. Entre los discípulos de Teodosio estaban el Patriarca Eutimio, el último jefe de la medieval Iglesia ortodoxa búlgara, así como un escritor y hesicasta.